# Bošnjane (Paraćin)
Bošnjane (em cirílico: Бошњане) é uma vila da Sérvia localizada no município de Paraćin, pertencente ao distrito de Pomoravlje, na região de Pomoravlje. A sua população era de 916 habitantes segundo o censo de 2011.

## Demografia
| 1948 | 1953 | 1961 | 1971 | 1981 | 1991 | 2002 | 2011 |
| ---- | ---- | ---- | ---- | ---- | ---- | ---- | ---- |
| 1135 | 1225 | 1302 | 1244 | 1205 | 1185 | 1012 | 916  |